# Прекид рада Фејсбука (2021)
Дана 4. октобра 2021, америчка глобална друштвена мрежа фејсбук и њене подружнице, укључујући фејсбук месенџер, инстаграм, воцап и мапилари, постале су глобално недоступне. Прекид је почео близу 17.00 по UTC и трајао је више од седам сата. Прекид рада апликација је такође утицао на престанак рада и услуге „Пријавите се путем фејсбука“ на другим сајтовима. Након колапса ових апликација, корисници су почели да прелазе на твитер, дискорд и телеграм што је довело до преоптерећења сервера ових апликација и повремених прекида у раду. До колапса апликација дошло је услед „великих прекида у променама конфигурације рутера који координирају мрежни саобраћај између Фејсбукових центара података”. Усмеравање протокола (BGP) враћено је за погођене префиксе у око 20.50, а DNS услуге су поново постале доступне у 21.05 UTC. Међутим, услуге на нивоу апликација фејсбук, инстаграм и воцап прорадиле су тек након више од сат времена касније.

## Позадина
До прекида рада друштвене мреже Фејсбук и њених платформи Инстаграм и Воцап, дошло је дан након што је Си-Би-Ес њуз објавио репортажу са бившом радницом Фејсбука, Франсесом Хауген, која је изразила забринутост јер компанија посвећује више пажње расту него безбедности корисника. 

## Узроци
Стручњаци за безбедност идентификовали су могући проблем који се односи на евиденцију система имена домена апликација, без чега их је немогуће видети на интернету. Претпоставља се да је ово узроковано проблемом Фејсбуковим BGP (Border Gateway Protocol), који контролише рутирање мрежног саобраћаја преко интернета. Претпоставку о разлогу прекида потврдио је швајцарски интернет провајдер, који је забележио масиван пад интернет саобраћаја на Фејсбук серверима након промене протокола.
Поред проблема са интернет апликацијама, запослени у Фејсбуку су пријавили и интерне проблеме у системима које користе запослени, спречавајући их да шаљу или примају спољну е-пошту и ограничавајући приступ Гугл документима и Зуму. Њујорк тајмс је известио да запослени нису могли да приступе зградама и конференцијским собама са својим сигурносним картицама. Сајт Downdetector, који прати прекиде мреже, забележио је на десетине хиљада пријава широм света. Амерички софтверски инжењер и истраживач безбедности  Стив Гибсон изјавио је да је „рутинско ажурирање BGP-а пошло по злу“ закључавајући могућност приступа серверу „људима са удаљеним приступом“ како би исправили грешку, а уједно људи са физичким приступом немају овлашћење да приступе серверу и отклањању грешке.
Компанија Cloudflare известила је да је у 15.40 по UTC, забележено значајан број BGP ажурирања најављујући повлачење рута до својих сервера. У исто време Фејсбукови DNS сервери су се искључили. До 15.50 по UTC, Фејсбуков домен је постао недоступан на Cloudflare серверима. У 21.00 Фејсбук је наставио са BGP ажурирањима, при чему је домен поново постао видљив. У 22.28, забележено је прво појављивање Фејсбукових основних функција на интернету. 
У извештају Си-Би-Ен-а наводи се да је ово најгори крах Фејсбука још од 2008. године. На дан прекида рада апликација, деонице компаније пале су за готово 5%.

## Реакције
Главни директор Фејсбуковог департмана за технологију, Мајк Шрепер, написао је извињење корисницима због вишесатног прекида у раду апликација, изјавивши да „тимови раде ужурбано како би што брже уклонили грешку”.
Чланица Америчког конгреса Александрија Окасио-Кортез, твитовала је о прекиду рада Фејсбукових апликација, тражећи од људи на Твитеру да шире причу засновану на доказима, исмејавајући притом репутацију Фејсбука. Твитер и Редит су такође објавили твитове исмејавајући цео случај.
Корисници Твитера и Телеграма пријавили су успоравање у времену појављивања одговора. Верује се да је овај проблем настао услед нагли прелазак корисника са апликација које су престале да раде.